# بيتر لويس (مدرب كلاب)
بيتر لويس (بالإنجليزية: Peter Lewis)‏ هو مدرب كلاب ‏ بريطاني، ولد في 1935.